# 梅蕾特·米克勒比斯特
梅蕾特·米克勒比斯特（挪威語：Merete Myklebust，1973年5月16日—），挪威女子足球运动员。她曾代表挪威参加1996年夏季奥林匹克运动会足球比赛，获得一枚铜牌。她也曾获得1995年世界杯女子足球赛冠军。